# Бойко Кръстанов
Бойко Кръстанов е български театрален и филмов актьор и телевизионен водещ, който е известен с множество роли в театъра, киното и телевизията.

## Биография
Той е роден на 21 декември 1987 г. в град София. През 2010 г. завършва НАТФИЗ Кръстьо Сарафов в класа на професор Здравко Митков.

## Актьорска кариера
Той е част от трупата на Малък градски театър „Зад канала“, където участва в пиесите „Заминавам“, „Смъртта и дявола“, „Рент“, „Любов и пари“, „Зимни приказки“ и много други.

### Кариера в киното и телевизията
През 2010 г. дебютът му в киното е трилъра „HDSP: Лов на дребни хищници“ на режисьора Цветодар Марков в ролята на Спейса.
Между 2010 и 2011 г. е известен с ролята си на Дани Касабов в българския сериал „Стъклен дом“, излъчван по bTV.
Между 2014 и 2016 г. участва в криминалния сериал „Под прикритие“ с ролята си на Ерол Метин.
През 2017 г. се превъплъщава в ролята на Мигача в музикалния филм „Революция Х“ на режисьора Димитър Гочев, който излиза на 11 май 2018 г.
Между 2019 и 2022 г. играе Деян в двата филма на романтичната комедия „Завръщане“ на режисьора Николай Илиев.
От 2020 до 2022 г. е известен с главната си роля на Михаил Георгиев-Гомес в комедийния сериал „Съни бийч“, който е излъчен по bTV.
От януари 2023 година е водещ на предаването „Това го знам“ по БНТ 1.

## Кариера на озвучаващ актьор
През 2020 година озвучава в аудиокнигата „Не казвай на мама“ на Николай Йорданов в Storytel, изпълнявайки ролята на Лука.
След това озвучава Шон във филма на Nickelodeon – „Рагтайм“, записан в студио „Про Филмс“. Това е единствената му изява в дублажа.

## Награди и номинации
През 2014 г. получава награда „Аскеер“ за новоизгряваща звезда за ролята на Гичо във „Възвишение“, а през 2020 година е отличен с наградата „Андрей Баташов“.

## Филмография
- „Лов на дребни хищници“ (2010) – Спейса
- „Стъклен дом“ (2010 – 2011) – Дани Касабов
- „Под прикритие“ (2014 – 2016) – Ерол Метин
- „Червена скала“ (Ирландия) (2015 – 2016) – Garda Adrijan Kosos
- „Революция Х“ (2018) – Мигача
- „Завръщане“ (2019) – Деян
- „Съни бийч“ (2020) – Михаил Георгиев-Гомес
- „Завръщане 2“ (2022) – Деян

## Дублаж
- „Рагтайм“ – Шон

## Други дейности
През 2022 г. подкрепя кампанията „Подкрепи отбора на бъдещето – децата на България“ на „УНИЦЕФ“, със Златните момичета на България, Поли Генова, Алек Алексиев, Ники Кънчев, Ралица Паскалева, Даниел Петканов, Слави Панайотов, Искра Донова, Евелин Костова, Радина Кърджилова, Радина Боршош и други.